# Oimbra (ort i Spanien)
Oimbra är en ort i Spanien.   Den ligger i provinsen Provincia de Ourense och regionen Galicien, i den nordvästra delen av landet, 400 km nordväst om huvudstaden Madrid. Oimbra ligger 396 meter över havet och antalet invånare är 1 977.
Terrängen runt Oimbra är huvudsakligen lite kuperad. Oimbra ligger nere i en dal. Runt Oimbra är det ganska tätbefolkat, med 83 invånare per kvadratkilometer. Närmaste större samhälle är Verín, 6,8 km norr om Oimbra. 